# HEK-celler

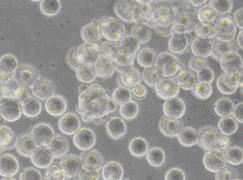
HEK 293-celler i serumfritt medium

HEK är en förkortning för Human Embryonic Kidney, det vill säga celler från njuren hos mänskliga embryon. Andra namn är HEK 293 eller 293-celler. Cellerna är lätta att använda och används därför ofta inom cellbiologi. Originalcellerna har dock kontaminerats med HeLa-celler.
- Wikimedia Commons har media som rör HEK-celler.